# Villargondran
Villargondran est une commune française, située au cœur de la vallée de la Maurienne, dans le département de la Savoie en région Auvergne-Rhône-Alpes.

## Géographie
Le village est situé à quelques kilomètres de la ville de Saint-Jean-de-Maurienne, une des sous-préfectures de la Savoie.

## Urbanisme

### Typologie
Au 1er janvier 2024, Villargondran est catégorisée bourg rural, selon la nouvelle grille communale de densité à sept niveaux définie par l'Insee en 2022.
Elle appartient à l'unité urbaine de Saint-Jean-de-Maurienne, une agglomération intra-départementale regroupant quatre  communes, dont elle est une commune de la banlieue,,. Par ailleurs la commune fait partie de l'aire d'attraction de Saint-Jean-de-Maurienne, dont elle est une commune de la couronne,. Cette aire, qui regroupe 26 communes, est catégorisée dans les aires de moins de 50 000 habitants,.

### Occupation des sols
L'occupation des sols de la commune, telle qu'elle ressort de la base de données européenne d’occupation biophysique des sols Corine Land Cover (CLC), est marquée par l'importance des forêts et milieux semi-naturels (77,5 % en 2018), en augmentation par rapport à 1990 (75,1 %). La répartition détaillée en 2018 est la suivante : forêts (60,2 %), espaces ouverts, sans ou avec peu de végétation (17,3 %), zones industrielles ou commerciales et réseaux de communication (11,7 %), zones urbanisées (10,8 %).
L'IGN met par ailleurs à disposition un outil en ligne permettant de comparer l'évolution dans le temps de l'occupation des sols de la commune (ou de territoires à des échelles différentes). Plusieurs époques sont accessibles sous forme de cartes ou photos aériennes : la carte de Cassini (XVIIIe siècle), la carte d'état-major (1820-1866) et la période actuelle (1950 à aujourd'hui).

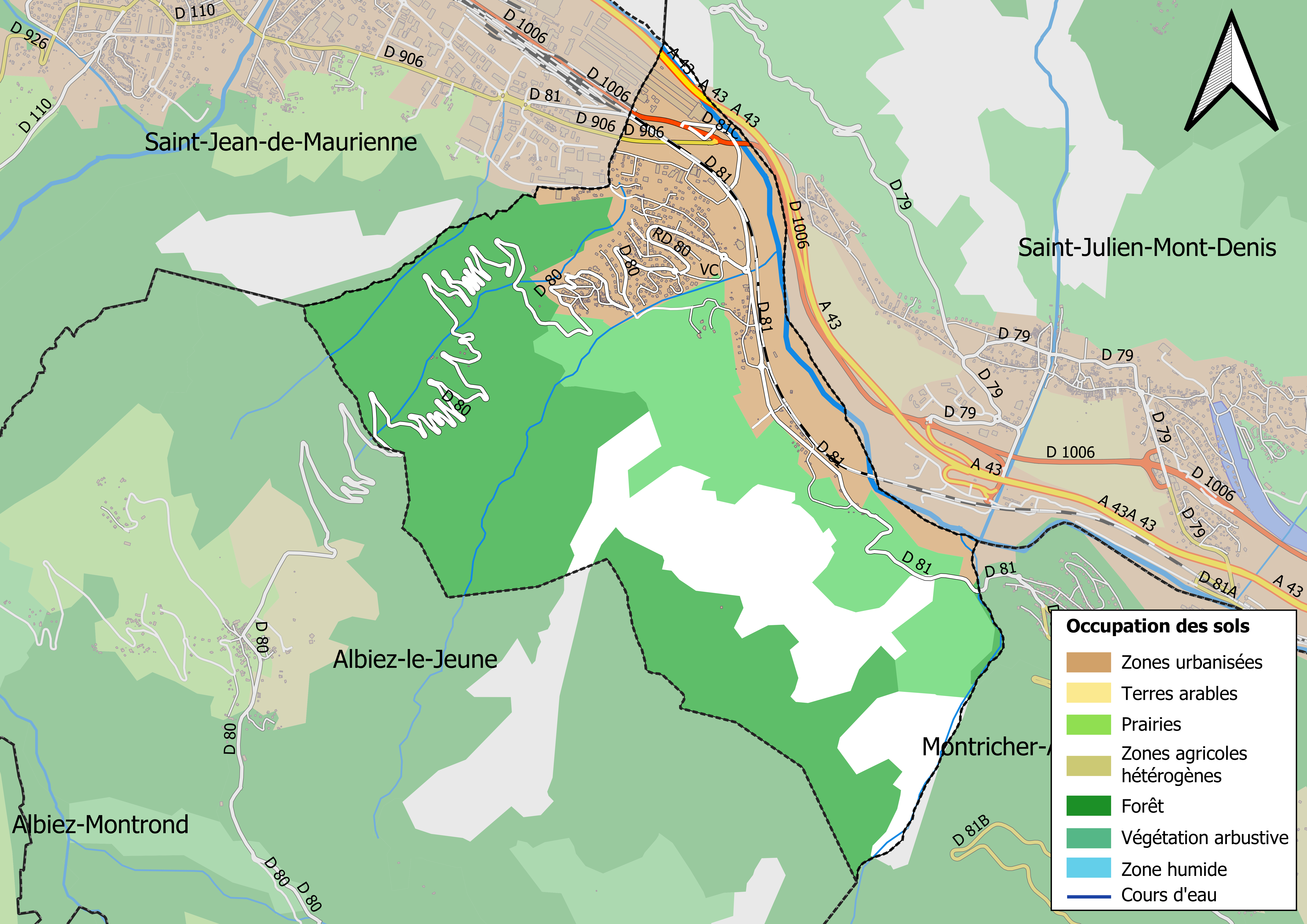
Carte des infrastructures et de l'occupation des sols en 2018 (CLC) de la commune.
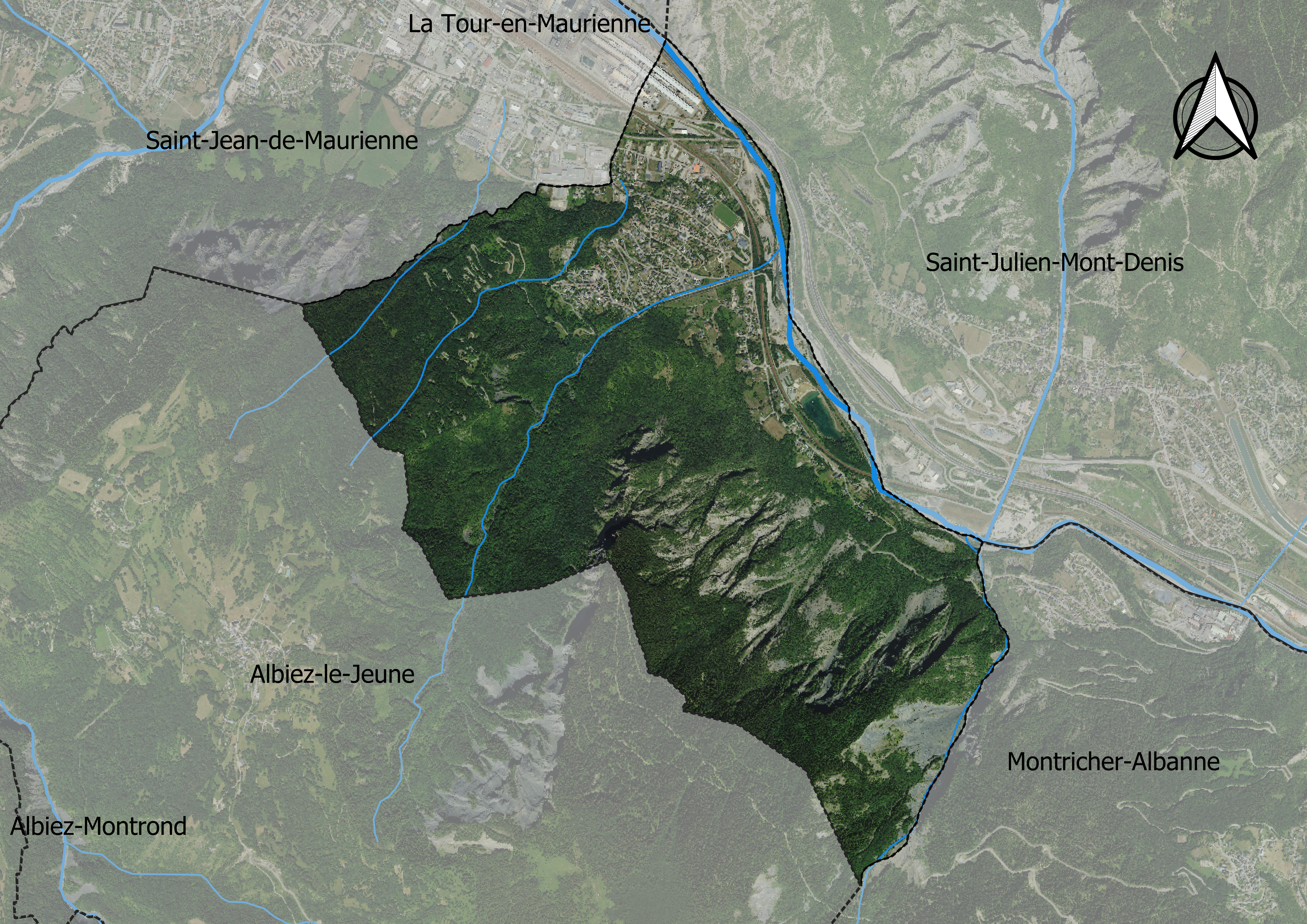
Carte orthophotogrammétrique de la commune.

## Toponymie
En francoprovençal, le nom de la commune s'écrit Vlâgondrène, selon la graphie de Conflans.

## Histoire
La bulle pontificale de Lucius III, de l'année 1184, confirme la juridiction épiscopale de Maurienne sur dix-sept paroisses dont Villargondran.

## Politique et administration
| Période                                  | Période   | Identité       | Étiquette    | Qualité                    |
| ---------------------------------------- | --------- | -------------- | ------------ | -------------------------- |
| mars 1953                                | mai 1996  | Paul Perrier   | SFIO puis PS | Député, conseiller général |
| mars 2001                                | mars 2008 | Roger Lavarda  |              |                            |
| mars 2008                                | 2020      | Roger Lavarda  |              |                            |
| 2020                                     | En cours  | Philippe Rossi |              |                            |
| Les données manquantes sont à compléter. |           |                |              |                            |

## Démographie
L'évolution du nombre d'habitants est connue à travers les recensements de la population effectués dans la commune depuis 1793. Pour les communes de moins de 10 000 habitants, une enquête de recensement portant sur toute la population est réalisée tous les cinq ans, les populations de référence des années intermédiaires étant quant à elles estimées par interpolation ou extrapolation. Pour la commune, le premier recensement exhaustif entrant dans le cadre du nouveau dispositif a été réalisé en 2008.

En 2022, la commune comptait 804 habitants, en évolution de −7,37 % par rapport à 2016 (Savoie : +3,63 %, France hors Mayotte : +2,11 %).
| 1793 | 1800 | 1806 | 1822 | 1838 | 1848 | 1858 | 1861 | 1866 |
| ---- | ---- | ---- | ---- | ---- | ---- | ---- | ---- | ---- |
| 265  | 354  | 359  | 407  | 440  | 480  | 440  | 468  | 477  |

| 1872 | 1876 | 1881 | 1886 | 1891 | 1896 | 1901 | 1906 | 1911 |
| ---- | ---- | ---- | ---- | ---- | ---- | ---- | ---- | ---- |
| 463  | 511  | 511  | 507  | 543  | 566  | 665  | 630  | 529  |

| 1921 | 1926 | 1931 | 1936 | 1946 | 1954 | 1962 | 1968 | 1975 |
| ---- | ---- | ---- | ---- | ---- | ---- | ---- | ---- | ---- |
| 478  | 520  | 523  | 474  | 416  | 541  | 558  | 669  | 711  |

| 1982 | 1990 | 1999 | 2006 | 2008 | 2013 | 2018 | 2022 | - |
| ---- | ---- | ---- | ---- | ---- | ---- | ---- | ---- | - |
| 824  | 824  | 944  | 969  | 976  | 913  | 857  | 804  | - |

## Culture et patrimoine

### Lieux et monuments
- Château de La Garde[13].
- Le lac.

### Espaces verts et fleurissement
En 2014, la commune de Villargondran bénéficie du label « ville fleurie » avec « trois fleurs » attribuées par le Conseil national des villes et villages fleuris de France au concours des villes et villages fleuris.